# シャロン・ミッチェル
シャロン・ミッチェル Sharon Mitchell（アメリカ合衆国・ニュージャージー州出身、1956年1月18日 - ）は、1998年に自ら組織したアダルト産業医療健康財団（Adult Industry Medical Health Care Foundation、直訳：アダルト業界医療健康管理協会）の創立理事。またかつて20年以上にわたる経歴を持つエロティック女優であった。

## ポルノ映画歴
ミッチェルはポルノ映画スターになる以前は、マーサ・グレアム・ダンスカンパニーとともに巡業するダンサーであり、オフ・ブロードウェイの女優であった。
ハードコアポルノの経歴の間に彼女は2000本以上の映画に出演し、38本の映画を監督した。彼女は多くのアングラ誌にボンデージ・モデルとして出演し、1990年代に通常のセックス映画からボンデージとSMビデオに移行した。ほとんどの場合、彼女は過酷なミストレス役を演じた。
1970年代 - 80年代の絶頂期には、彼女の細身で筋肉質の体格と中性的な容姿（マスカラとルージュを付けた角ばった顔つき、そして短く逆立った、時折男っぽいマレットスタイルにきめられた髪）が、精力的なクンニリングステクニックとともに際立った特徴であった。
エロティック女優としては、ミッチェルは男っぽくはなりすぎない中性的なレズビアンだった。彼女は男性とのセックスシーン（しばしばもう一人の女優を絡めたバイセクシャルの3Pの一環としてであるが）も演じたが、主に初期の映画に限られている。彼女はポルノ女優を続ける内に性器ヘルペス、クラミジア、トリコモナス症に感染した。
ミッチェルはヘロインにおぼれたが、この悪習を克服し1990年代前半にはドラッグから解放された。しかし注射針の使用が原因で肝炎になった。後に彼女は「暗転した年月」として16年間のヘロイン中毒に言及した。
1996年3月30日、彼女はファンによって暴行を受け、強姦された。もう少しで殺害されかねないところであった。事件後、彼女はセックス産業から身を引いた。ミッチェルはPh.D.の学位を人間の性について詳細な研究を行なうサンフランシスコの研究所から授けられた。

## 受賞
- 1982年 CAFA 最優秀助演女優賞 『猟色/スキャンダルＶ (Blue Jeans)』 （リサ・デリューと分け合った）[4]
- 1983年 CAFA 最優秀主演女優賞 『ローズ色の娘たち/ディープ・ナマビジョン (Sexcapades)』[4]
- 1983年 CAFA 最優秀助演女優賞 『Night Hunger』[4]
- 1984年 AVN 最優秀主演女優賞（映画） 『ローズ色の娘たち/ディープ・ナマビジョン』[5]
- AVN殿堂[6]
- Legends of Erotica[7]
- XRCO殿堂[8]

## 出演作の一部
- 1977年 - 『クライマックス・パート4 (Joy)』
- 1978年 - 『ディープ・カミング (Skin-Flicks)』
- 1980年 - 『マニアック (Maniac)』
- 1981年 - 『猟色/スキャンダルＶ (Blue Jeans)』
- 1982年 - 『ダーティ・リップス/女の欲望 (Foxtrot)』
- 1982年 - 『ミス・ジョーンズの背徳２ (The Devil in Miss Jones, Part II)』
- 1983年 - 『ニンフォマニア/けもの好き (Suzie Superstar)』
- 1983年 - 『ローズ色の娘たち/ディープ・ナマビジョン (Sexcapades)』
- 1983年 - 『Night Hunger』
- 1984年 - 『金髪女クライマックス・ポーズ (Dirty Blonde)』
- 1985年 - 『テージャ・レイの獣愛人魚 (Talk Dirty to Me, Part IV)』
- 1986年 - 『ナイト・ジュース/獣たちの寝室 (Jewel of the Nite)』
- 1986年 - 『ジンジャー・リンのビバリーヒルズCOX (Beverly Hills Cox)』
- 1987年 - 『金髪の奥/ファイヤー・スワップ (Both Ends Burning)』
- 1989年 - 『ヴィクトリア・パリスINファンタジー/ミステリー・ゴールド (Mystery of the Golden Lotus)』
- 1997年 - 『テキサス州立名門失神女学院 (Debbie Does Dallas : The Next Generation)』

## 登場した雑誌の一部
- 1990年 : Tight Ropes 2/04 (HOM)
- 1991年 : Motorcycle Mistress Mamas #1 (Lyndon Distributors Limited (LDL))
- 1991年 : Special Request #2 (HOM)
- 1992年 : Boss Bitch in Bondage #1 (LDL)
- 1992年 : The Taming of June Bauer #1" (LDL)
- 1994年 : Punished (bondage magazine)|Punished 3/10 (HOM)
- 1995年 : Tied & Tickled 2/009